# The Death of Me
The Death of Me es el segundo álbum de estudio de la banda australiana de metalcore Polaris, que fue lanzado el 21 de febrero de 2020 a través de Resist Records y SharpTone Records. La banda produjo y grabó en Mollybook Beach NSW con la ingeniería de Lance Prenc y Scottie Simpson, y fue mezclada por Carson Slovak y Grant McFarland de Atrium Audio en Think Loud Studios.
El álbum ha sido nominado al premio ARIA al Mejor Álbum de Hard Rock o Heavy Metal. El álbum fue nominado a Mejor Álbum en los Premios Rolling Stone Australia 2021.
En los AIR Awards de 2021, el álbum ganó el premio al Mejor Álbum o EP Heavy Independiente.

## Lista de canciones
| N.º | Título                    | Duración |  |
| 1.  | «Pray for Rain»           | 4:45     |  |
| 2.  | «Hypermania»              | 2:42     |  |
| 3.  | «Masochist»               | 4:08     |  |
| 4.  | «Landmine»                | 3:49     |  |
| 5.  | «Vagabond»                | 4:17     |  |
| 6.  | «Creatures of Habit»      | 4:20     |  |
| 7.  | «Above My Head»           | 4:42     |  |
| 8.  | «Martyr (Waves)»          | 3:50     |  |
| 9.  | «All of This Is Fleeting» | 3:56     |  |
| 10. | «The Descent»             | 5:18     |  |

## Posicionamiento en lista
| Lista (2020)                      | Posición |
| --------------------------------- | -------- |
| Alemania (Offizielle Top 100)     | 39       |
| Australia (ARIA)                  | 3        |
| US Heatseekers Albums (Billboard) | 17       |

## Personal
Polaris
- Jamie Hails – voz principal, voz secundario (pista 3, 8 y 9)
- Rick Schneider - guitarra rítmica
- Jake Steinhauser – bajo, voz limpia, voz secundario (pista 2 y 6)
- Ryan Siew - guitarra principal
- Daniel Furnari – batería

Personal adicional
- Lance Prenc – producción, ingeniería
- Scottie Simpson – producción, ingeniería